# Auguste Hugonnier
Pour les articles homonymes, voir Hugonnier.
Auguste Hugonnier, né le 19 juin 1911 à Belley (Ain) et mort le 9 janvier 2001 à Lyon, est un homme politique français.

## Détail des fonctions et des mandats

### Mandats parlementaires
- 21 octobre 1945 - 10 juin 1946 : Député du Rhône
- 22 janvier 1949 - 4 juillet 1951 : Député du Rhône